# Qiu Bo
Qiu Bo (邱波S Qiū BōP 邱波T; Chengdu, 31 gennaio 1993) è un tuffatore cinese, vincitore di una medaglia d'argento ai Giochi olimpici di Londra 2012.

## Palmarès
- Giochi olimpici:

Londra 2012: argento nella piattaforma 10 m.
- Mondiali

Roma 2009: argento nella piattaforma 10 m
Shanghai 2011: oro nella piattaforma 10 m e nel sincro 10 m
Barcellona 2013: oro nella piattaforma 10 m.
Kazan 2015: oro nella piattaforma 10 m
- Giochi asiatici

Incheon 2014: oro nella piattaforma 10 m
Giacarta 2018: argento nella piattaforma 10 m.
- Giochi olimpici giovanili estivi

Singapore 2010: oro nella piattaforma 10 m e nel trampolino 3 m.

### Coppa del Mondo
- Vincitore della Coppa del Mondo della piattaforma 10m nel 2012 e nel 2016
- Vincitore della Coppa del Mondo del team event nel 2018

## Riconoscimenti
- Atleta dell'anno FINA: 2011